# Трёхцветный спрео
Трёхцве́тный спрео, или великоле́пный скворе́ц (лат. Lamprotornis superbus), — восточноафриканская певчая птица семейства скворцовых.

## Описание
Трёхцветный спрео длиной 18 см. Оперение верхней стороны блестящее чёрное, на затылке и плечах блестящего сине-зелёного цвета. Бока шеи, горло и грудь металлически-синего блестящего цвета. Полоса на груди, гузка и зад белые, брюхо окрашено в красно-бурый цвет. Этот коренастый, короткохвостый скворец имеет в своём распоряжении широкий репертуар свистов и трелей, он также подражает призывам других видов.

## Распространение
Птица населяет саванну, буш, пашни, городские окраины и районы города в Эфиопии, Сомали, Уганде, Кении и Танзании.

## Поведение
Птица ищет на земле корм, состоящий как из насекомых, моллюсков и червей, так и из плодов и семян. Собираясь в стаи, птицы могут нанести значительный ущерб урожаю. Кроме того, они могут назойливо выпрашивать корм в деревнях и городах.

## Размножение
Оба пола строят в колючем кустарнике, в расщелинах скал или на деревьях шарообразное гнездо из травы и веток. Кладка состоит из 4 яиц, высиживание продолжается примерно 12 дней. Обе родительских птицы заботятся о птенцах.

## Галерея

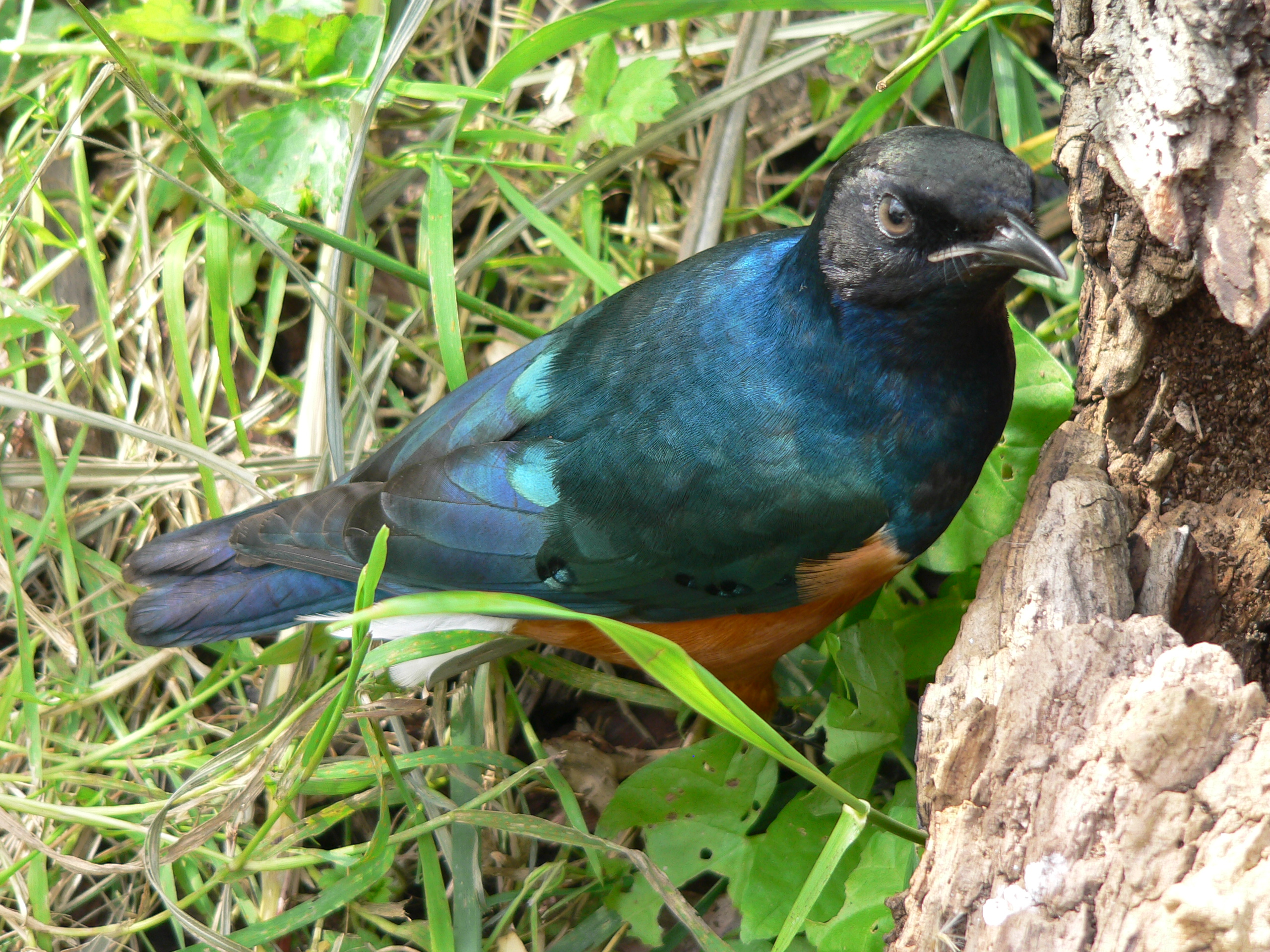
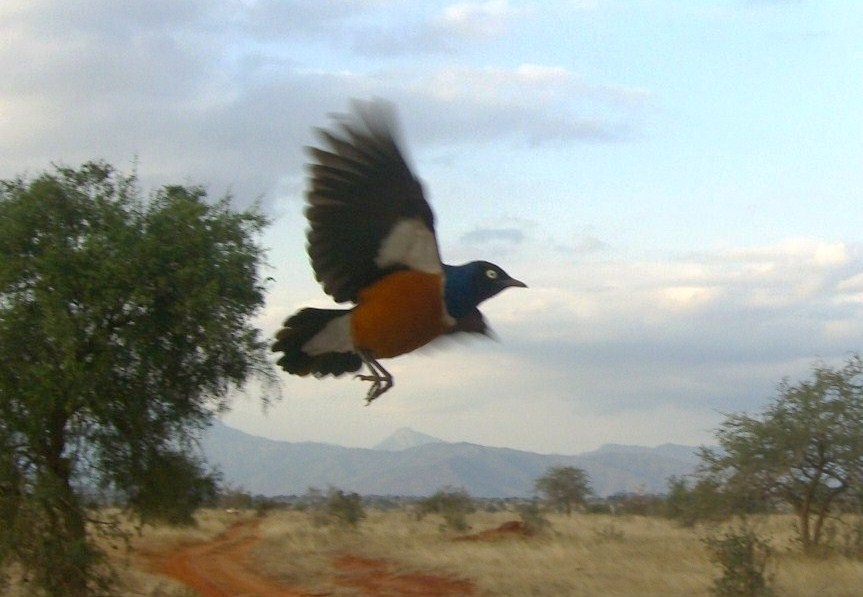
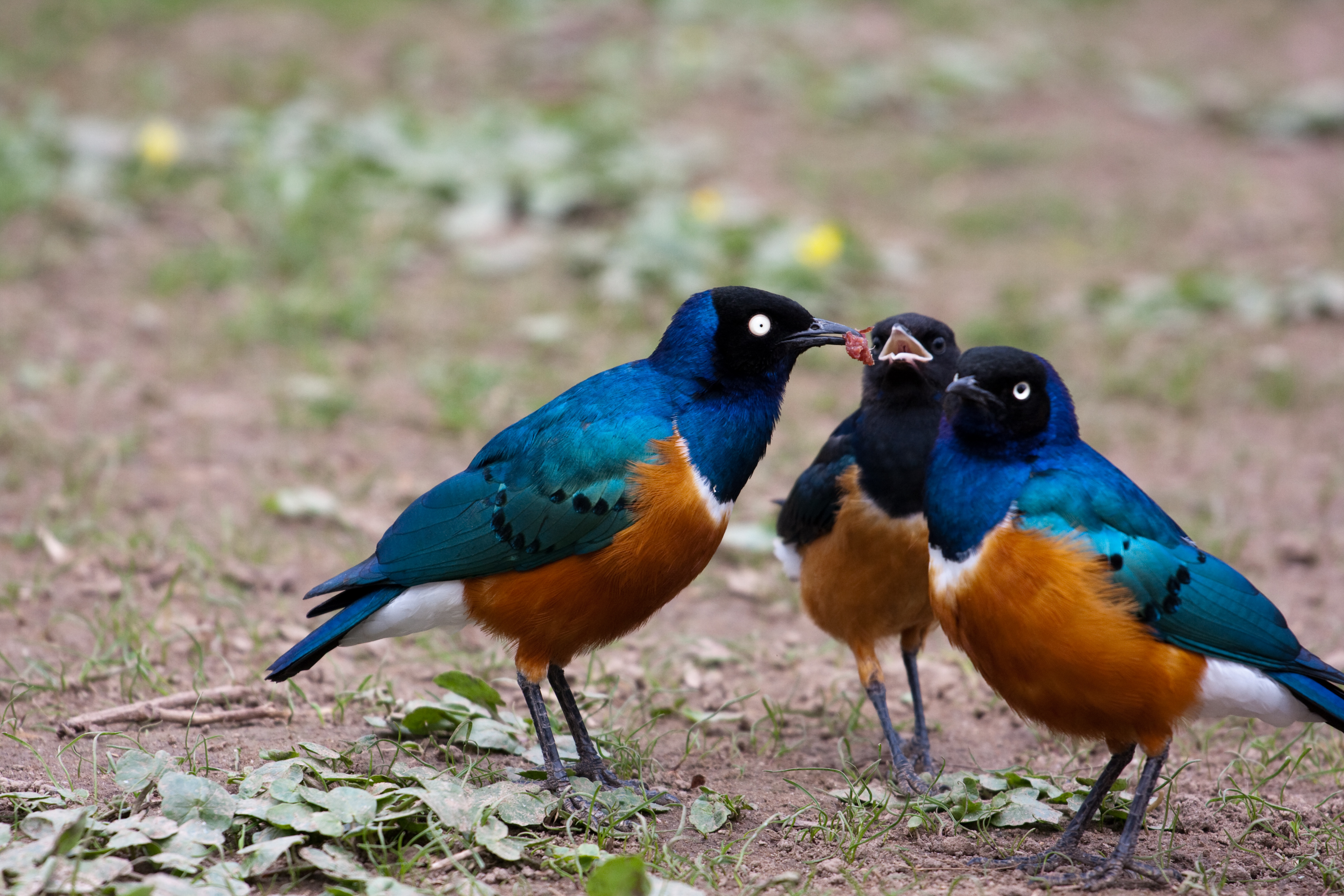